# Hipolit Starszak
Hipolit Czesław Starszak (ur. 30 października 1939 w Łobżenicy, zmarł 19 stycznia 2015 w Warszawie) – pułkownik, funkcjonariusz SB MSW; zastępca Prokuratora Generalnego.
Syn Czesława i Barbary. Absolwent prawa na Uniwersytecie Warszawskim. Od 1962 oficer śledczy w Biurze Śledczym MSW. W 1964 przeszedł oficerski kurs specjalistyczny Biura Śledczego w Centrum Wyszkolenia MSW w Legionowie. Kontynuował karierę w Biurze Śledczym (1967 – inspektor, 1969 – starszy inspektor, 1971 – zastępca naczelnika, 1974 – naczelnik, 1978 – zastępca dyrektora, 1981 – dyrektor biura). Członek ZHP, ZMP, ZMS, ZSP, PZPR od 1959.
W roku 1969 był jednym z prowadzących śledztwo w sprawie taterników. Przez swoich przełożonych był wysoko oceniany m.in. za wyjaśnienie i udokumentowanie skomplikowanej sprawy karnej przeciwko grupie osób współdziałających z Rozgłośnią Radia Wolna Europa. W 1967 uczestniczył w śledztwie przeciwko szpiegowi DIA Jerzemu Strawie, którego sąd wojskowy PRL skazał na śmierć przez rozstrzelanie (była to przedostatnia egzekucja w PRL osoby skazanej za współpracę z obcym wywiadem).
W 1973 skierowano go na dziewięciomiesięczne szkolenie specjalne w Wyższej Szkole KGB w Moskwie. W polskiej grupie H. Starszak był najlepszym słuchaczem kursu. Świadectwo z ogólną oceną bardzo dobrą wymienia kilkanaście przedmiotów, które studiował, m.in. działania kontrwywiadowcze organów służby bezpieczeństwa przeciwko wywiadom państw imperialistycznych (158 godzin), organizację pracy i kierowania w radzieckim kontrwywiadzie (22 godziny), psychologię specjalną (30 godzin), kryminalistykę radziecką (112 godzin).
14 listopada 1982 wraz z prokuratorem płk. Bolesławem Klisiem w gmachu Naczelnej Prokuratury Wojskowej w Warszawie odbył rozmowę z Lechem Wałęsą. Jej celem było zapoznanie Wałęsy z przepisami stanu wojennego i zobowiązanie go do podpisania oświadczenia akceptującego te przepisy. Wałęsa dokumentu nie podpisał, lecz przyrzekł, że przepisów będzie się starał przestrzegać. Maszynopis opatrzony jest ręcznymi podpisami obu pułkowników. Dokumentowi towarzyszy niepodpisany tekst zobowiązania do przestrzegania praw stanu wojennego oraz tekst, sygnowany przez Klisia i Starszaka, stwierdzający, że Wałęsa odmówił podpisania zobowiązania. Materiały te znajdują się w archiwum IPN pod sygnaturą IPN01255/462.
W okresie od 1 sierpnia 1983 do 31 marca 1984 piastował stanowisko Szefa Wojewódzkiego Urzędu Spraw Wewnętrznych w Siedlcach. Następnie od kwietnia 1984 do maja 1990 był Zastępcą Prokuratora Generalnego. W latach 1984–1986 był członkiem Komitetu Wojewódzkiego PZPR w Siedlcach. W 1986 był delegatem na X Zjazd PZPR.
Z prokuratury odwołał go w 1990 premier Tadeusz Mazowiecki.
W lutym 1991 Jerzy Urban zatrudnił go na stanowisku dyrektora w swej spółce Urma – wydawcy tygodnika „Nie”. W 2002 brał udział w pracach komisji statutowo-regulaminowej Związku Kontroli Dystrybucji Prasy. Przez Jerzego Urbana został rekomendowany do Sądu Koleżeńskiego Polskiej Izby Wydawców Prasy (2004).
W 2002 pomagał znaleźć adwokata Edwardowi Mazurowi, gdy ten został zatrzymany w związku z zabójstwem Komendanta Głównego Policji Marka Papały.
Pochowany na Cmentarzu Północnym w Warszawie.
W Instytucie Pamięci Narodowej znajdują się jego akta personalne (teczka IPN 710/466).
Teść piłkarza Dariusza Wdowczyka.

## Bezpieka Urbana(artykuł w tygodniku Wprost)
W numerze 21/2004 tygodnika „Wprost” ukazał się artykuł Jarosława Jakimczyka pt. Bezpieka Urbana poświęcony Hipolitowi Starszakowi. Według artykułu brał on udział w najgłośniejszych sprawach politycznych prowadzonych przez SB od połowy lat 60. (raport o „komandosach”, sprawy Jacka Kuronia i Karola Modzelewskiego, represje wobec oazowego Ruchu Światło-Życie, tuszowanie sprawy zabójstwa Grzegorza Przemyka), zaś kierowane przez niego biuro dostarczało rzecznikowi prasowemu rządu Jerzemu Urbanowi informacje pochodzące z materiałów operacyjnych.